# Joue
Pour le sigle JOUE, voir Journal officiel de l'Union européenne.
 (octobre 2024).
Si vous disposez d'ouvrages ou d'articles de référence ou si vous connaissez des sites web de qualité traitant du thème abordé ici, merci de compléter l'article en donnant les références utiles à sa vérifiabilité et en les liant à la section « Notes et références ».
La joue est la partie du visage humain ou de la face des animaux, qui recouvre la cavité buccale, fermée par les mâchoires. On appelle aussi « joue » le muscle qui sert principalement à ouvrir et fermer la bouche et à mastiquer. L'adjectif « jugal » désigne ce qui est en rapport avec la joue).

## Joue humaine

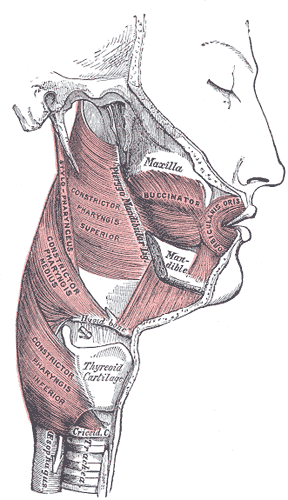
Muscles de la joue et os jugal.

Chez l'être humain, les joues forment la base du visage, entre le front, les organes et le menton, partant à droite et à gauche du nez et de la bouche, jusqu'aux oreilles et aux yeux. Branchées sur le nerf buccal, les joues, grâce à leurs nombreux petits muscles, contribuent aux expressions faciales et à l'élocution, tout comme au sourire (muscle grand zygomatique).
Elle est composée en avant de la région génienne (appelée aussi région jugale) qui englobe la saillie de la pommette (au-dessus de l'Os jugal) et en arrière de la région masséterine. Limitée par l'arcade zygomatique en haut et le bord inférieur de la mâchoire en bas, elle est parcourue par le canal de Sténon.
C'est une partie évidente du visage, proportionnellement plus épaisse chez le bébé.

Elle est partiellement plus ou moins recouverte d'une fine pilosité, puis de barbe chez les hommes. Elle est alors souvent entretenue par rasage, épilation ou par différents cosmétiques.
Pathologies stomatologiques des muqueuses de la joue :
- de petits abcès sont fréquents à l'intérieur de la joue ;
- de même pour les microblessures et microtraumatismes constatées chez ceux qui se « mordent la joue » fréquemment ;
- les taches jugales de Gubler, discrètes, apparaissant parfois à l'intérieur de la joue et peuvent, tout comme le liseré de Burton, être le signe d'une intoxication au plomb[2].

## Joues en cuisine
On apprête les joues de différents animaux comme telles ou avec les têtes dont elles font partie.

### Joues de poissons

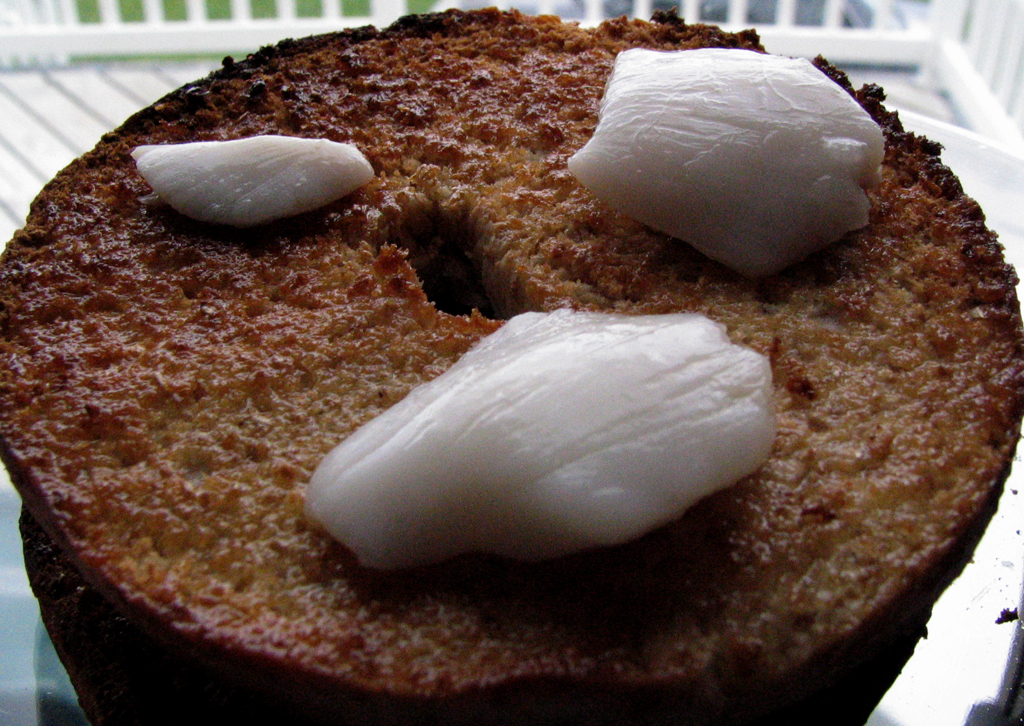
Deux joues de flétan du Groenland, disposées sur un bagel.

Les joues de poissons osseux sont très prisées : leur chair particulière est constituée de longues petites fibres musculaires parallèles, évoquant les fibres de la noix de pétoncle et elles ne constituent qu'une petite partie de la chair des poissons. Ce sont des muscles en forme de disque ou de lobe. Dans les poissonneries, on retrouve généralement des joues de morue, dont on mange aussi les langues; les joues de poissons plats, spécialement les grosses joues de flétan (pouvant aller jusqu'à 500 grammes chacune), sont délicieuses et se servent aussi crues. Les baudroies, prédateurs à grande bouche, offrent aussi de bonnes joues. Les joues sont délicates comme la chair des filets et ne demandent qu'une relativement courte cuisson.